# Młodzieniec z Antykithiry
Młodzieniec z Antykithiry – datowana na IV wiek p.n.e. brązowa rzeźba grecka przedstawiająca nagiego młodzieńca, znajdująca się obecnie w zbiorach Narodowego Muzeum Archeologicznego w Atenach (nr inwentarzowy X 13396).
Rzeźba została odkryta w 1900 roku we wraku starożytnego statku u wybrzeży wyspy Antykithiry (tego samego, na którym znaleziono słynny mechanizm z Antykithiry). Odnaleziono ją rozbitą na kilka części, przy czym wielu fragmentów brakowało, w tym m.in. podstawy szyi i części lewego uda. Rekonstrukcji rzeźby dokonali w latach 1901–1902 rzeźbiarze P. Kaloudis i A. Andre. Kolejne prace restauracyjne przeprowadził w latach 1947–1953 zespół specjalistów z Narodowego Muzeum Archeologicznego w Atenach.
Posąg ma 1,96 m wysokości. Przedstawia nagiego młodzieńca w pozie frontalnej, z doskonale oddaną muskulaturą. Ciężar ciała spoczywa na lewej nodze, podczas gdy prawa jest ugięta w kolanie i skierowana lekko do tyłu. Głowę młodzieńca pokrywają loki. Jego wzrok zwrócony jest w kierunku wyciągniętej przed siebie prawej ręki, w której niegdyś znajdował się jakiś przedmiot. Lewa ręka opuszczona jest swobodnie wzdłuż ciała.
Na temat tożsamości przedstawionej postaci wysunięto różne hipotezy. Dopatrywano się w niej Perseusza z głową Meduzy, Parysa z jabłkiem niezgody, a także Hermesa lub Heraklesa.